# Пам'ятник Ісааку Бабелю (Одеса)
Пам'ятник Ісааку Бабелю в Одесі — бронзова скульптура з бруківкою присвячена Ісааку Бабелю, письменнику єврейського походження, який проживав у Одесі. 

## Історія створення

### Ідея
Валерій Хаїт, автор ідеї збору коштів на пам'ятник Бабелю, стверджує, що ідея зведення в Одесі пам'ятника Бабелю прийшла до нього в лютому 2007 року, коли, гуляючи по Одесі, він побачив тільки що встановлений за рахунок держави наприкінці проспекту Українських Героїв (тоді — Олександрівського проспекту) пам'ятник українському діячеві Іванові Франку.
Зібрали ж колись одесити кошти на пам'ятник Пушкіну, чому б не оголосити про зборі коштів на пам'ятник такому всесвітньо відомому одеському письменникові, як Ісаак Бабель? Адже пам'ятника він заслуговує не менш ніж Іван Франко! Тим більше в Одесі… 
 Ініціатором збору коштів на пам'ятник Ісааку Бабелю в Одесі в 2007 році став Всесвітній клуб одеситів, віце-президентом якого був Валерій Хаїт. Ініціативу одеситів підтримала одеська мерія.

### Конкурс
Був оголошений міжнародний конкурс на найкращий проєкт пам'ятника — міська влада підписала розпорядження «Про організацію проведення міжнародного містобудівного конкурсу на найкращий проєкт пам'ятника видатному громадянину Одеси — письменнику І. Е. Бабелю». Конкурс відбувся, коли була зібрана необхідна для преміального фонду сума (100 тисяч гривень). Було отримано 24 проєктів від 21 учасника. У взяли участь відомі майстри, такі, як Михайло Нарузецький (США), Валерій Могутній (Білорусь), Йосип Табачник (Німеччина), талановиті скульптори Олександр Князік (Одеса) і Петро Штівельман (Ізраїль).

Переможцем було визнано проєкт, запропонований московським скульптором Георгієм Франгуляном. Скульптор пояснив, що на його думку час пам'ятників на високих п'єдесталах пройшов, тому він розташував постать героя на рівні глядачів, а також додав: 
… хочу звернути увагу, що в моєму макеті поруч з фігурою Бабеля — як би колесо. Кожен прочитає в цьому символі те, що відчує сам. Хтось побачить у ньому колесо тачанки з «Конармії», хтось почує стукіт коліс по бруківці транспортного засобу «Ізвозопромишленного підприємства Мендель Крик і Сини», для когось — це буде колесом історії, яке в той жорстокий час перемелювало долі людей. До речі, весь комплекс стоятиме на справжній одеській бруківці. Це буде рельєф старої бабелевской Одеси, як би піднятою з минулого…— Георгій Франгулян
Тоді ще жива вдова Ісаака Бабеля, Антоніна Пирожкова, побачивши макет пам'ятника, сказала: «Я щаслива, що дожила до цього дня …». Фотографії макета пам'ятника Бабелю були послані сім'ї Бабеля, яка живе в США — дочка Бабеля Лідія Ісааківна і онук Андрій також схвалили проект Франгуляна.

### Установка і відкриття пам'ятника
24 червня 2008 Виконком Одеської міськради ухвалив рішення про спорудження в Одесі пам'ятника Бабелю за рахунок залучених коштів. 10 липня 2008 рішенням Міськради було узаконено вбрання для пам'ятника місце: перед будівлею школи № 117 на вулиці Рішельєвській, будинок 18, з боку вул. Святослава Караванського. Прес-конференцію, присвячену старту практичної роботи зі спорудження пам'ятника було проведено 15 травня 2009 року — символічна дата, так як саме в цей день Бабель був заарештований органами НКВС в 1939 році.
Міська рада виділила кошти на благоустрій майданчика під пам'ятник — 1 мільйон 200 тисяч гривень. Паралельно з роботами з лиття бронзової скульптурної композиції йшли роботи з підготовки майданчика до її встановлення, які були практично завершені до середини літа 2011 року. Спочатку відкриття пам'ятника хотіли приурочити до дня народження письменника — 13 липня. Але відкриття пам'ятника відбулося у дні святкування дня народження Одеси — 4 вересня 2011 року.
На урочистій церемонії були присутні автор пам'ятника Георгій Франгулян, дочка письменника Лідія, онук Андрій, правнук Микола та дочка письменника Іллі Ільфа — Олександра Ільф.

## Демонтаж
У 2024 році було прийняте розпорядження виконкому Одеської міської ради про демонтаж пам'ятника.